# سیدی دحو زائر
سیدی دحو زائر (به عربی: سيدي دحو الزائر) یک شهرداری در الجزایر است که در استان سیدی بلعباس واقع شده‌است.